# 桑原秀和
桑原 秀和（くわはら ひでかず、1984年12月1日 - ）は、日本のフリーアナウンサー、元社会人野球選手（外野手。右投左打）。ボイスワークス所属。

## 人物
千葉県柏市出身。いて座、血液型A型。
柏市立松葉中学校、柏市立柏高等学校、秀明大学卒業。大卒後の2008年4月、日本海テレビジョン放送（NKT）に入社（同期は定常菜都子）。同年7月よりアナウンサーデビュー。2016年3月、退社。同年4月、静岡放送（SBS）へ入社した。同16日に、BSスカパー!向けに生放送されたJリーグ中継『「Jリーグサタデーナイトマッチ」明治安田生命J1リーグ 1stステージ 第7節 ジュビロ磐田対横浜F・マリノス』（開催：ヤマハスタジアム）の中継ではピッチリポーターを務めている。同24日の夜にテレビ放送されたニュースで正式に同局アナウンサーとしてデビュー。
東京アナウンスセミナー8期生。
2022年6月11日放送の『30過ぎてもpresents となりの常連さん』の冒頭で、今月一杯で静岡放送を退社して千葉へ帰郷する事を発表した。ラジオは同月25日の『となりの常連さん』、テレビは同月28日の『お買いものいいね!』が最後の出演となる。千葉へ帰郷後はボイスワークス所属のフリーアナウンサーとなり、移籍後早速、地元の千葉テレビ放送で『高校野球ダイジェスト』MCを担当することになった。

### 社会人野球選手
2005年9月（当時大学3年）、当時所属していた地元の硬式野球クラブ松戸ベースボールクラブTYRが茨城ゴールデンゴールズ（茨城GG）と練習試合をした際、入団テストへの誘いを受け、同年10月16日に稲敷市・桜川球場で行われた「茨城ゴールデンゴールズ 06シーズン選手オーディション」を受験し合格、入団に至った。日本海テレビへ入社した2008年までは在籍していた。在籍当時の背番号は、51。2007年までの同僚・今井政司は高校の同期でもある。
結成から1年ほどたった時、創設者で監督だった萩本欽一の意向で選手を減らすため退団する可能性があったが、地元稲敷市民の働きかけもあり残留。その後、酒井忠晴による指導のもと、バントの練習に取り組み、バント専門要員となった。
2007年9月に行われた全日本クラブ野球選手権大会では、準決勝、決勝と代打で送りバントを決め、優勝に貢献した。
2008年7月6日にグリーンスタジアム倉吉で行われた鳥取キタロウズとの交流試合にも出場した。「バントの切り札」（萩本命名）として送りバントを決めている。また、同年にGGが鳥取へ来てからは、地元チームである鳥取キタロウズの練習に参加していたこともある。

## 担当番組

### 日本海テレビ時代の担当番組
- NKTニュース
- よじまえニュース（2008年7月デビュー時より担当[2]）
- NKTニューススポット
- ZIP!（日本テレビ系列全国ネット。系列各局からの中継コーナー「ZIP!MAPPING」を担当[注 13]）
- エブリワン（メーンキャスター[18]）
- スポーツ中継（実況[18]）
  - サッカー中継
    - 日本プロサッカーリーグ（Jリーグ）ガイナーレ鳥取戦[18]（スカパー!向け[注 14]）
    - 日本女子サッカーリーグ（なでしこリーグ）岡山湯郷Belle戦（スカパー!向け[注 15]）
    - 高校サッカー[18]

  - 高校野球[18]（2008年7月デビュー時より担当[2]）
- 週刊ガイナーレ（下山英哉=同局アナウンサーとともに[23]ナビゲーター[18][23]を担当。この番組ではガイナーレのチームカラーの薄緑色のフレームのメガネを着用していた）

### 静岡放送時代の担当番組
- スポーツ中継
  - サッカー中継
    - Jリーグ中継（ラジオorテレビ） ※2017年5月27日の清水エスパルス対横浜F・マリノス戦で、ラジオ初のサッカー実況を担当[24][注 16]。

  - SBSビッグナイター（ラジオ。プロ野球orJリーグのナイター中継）[注 17] ※2017年7月13日に静岡草薙球場で開催されたフレッシュオールスターゲーム中継（ニッポン放送製作[27]・NRN系全国ネット）で、プロ野球実況デビュー（NRN系各局によるリレー実況であり、桑原は5・6回を担当）[28][注 18]。
  - ラグビー中継 ※2016年に高校ラグビーでリポーターとして初担当[30]。2017年12月24日のジャパンラグビートップリーグ・ヤマハ発動機ジュビロ対パナソニック ワイルドナイツ戦（テレビ）で実況デビュー[注 19]。
- IPPO （月曜 - 水曜パーソナリティー  -2019年9月25日)
- 静岡新聞ニュース（ラジオorテレビ）
- 谷原章介の中部4県おいしい蕎麦が食べたい（テレビ。2017年10月9日、JNN系列中部4局共同制作により放送[注 20]。新潟・長野・山梨・静岡の蕎麦を取り上げた[32][33]） - ナレーション[注 21]
- ORANGE - メインMC
- 30過ぎてもpresents となりの常連さん（土曜18:00 - 18:30）

### フリー時代の担当番組
- 高校野球ダイジェスト（千葉テレビ放送、2022年 - ）
- 全国高等学校野球選手権千葉大会（夏の高校野球千葉大会）中継（千葉テレビ放送） - 上記『高校野球ダイジェスト』と兼任で、一部試合の実況担当
- 秋季千葉県高等学校野球大会（秋の高校野球千葉大会）中継（千葉テレビ放送、2022年10月1日・2日） - 実況
- 第51回埼玉県サッカー少年団中央大会（テレビ埼玉、2023年2月26日） - 実況
- ちば朝ライブ モーニングこんぱす（千葉テレビ放送、2023年4月3日 - ) - 月・火曜MC
- マリーンズナイター（千葉テレビ放送、2023年 - ） - 一部試合で実況担当
- TOKYO MX news FLAG（東京メトロポリタンテレビジョン、2023年4月 - ） - 木・金曜キャスター（上記『高校野球ダイジェスト』出演期間を除く）
- 鈴木福 ゴルフはじめました（ナレーション、テレビ埼玉、2023年4月 - ）[34]
- 第102回全国高等学校サッカー選手権大会（日本テレビを中心とする全国民間放送43社共同制作、2023年 - 2024年）千葉テレビ放送（千葉県代表、市立船橋高校）のリポーター

### その他
- 令和版ビリーズブートキャンプ2(LEAN BODY、2022年、ビリー隊長役)[35]
- 熊谷真実ディナーショー(2022年、司会)[36][37]
- デヴィ夫人講演会(2023年、MC)[38]
- 浜松日建工科専門学校就活フェスタ2023(司会)[39]